# Heinrich von Bellegarde

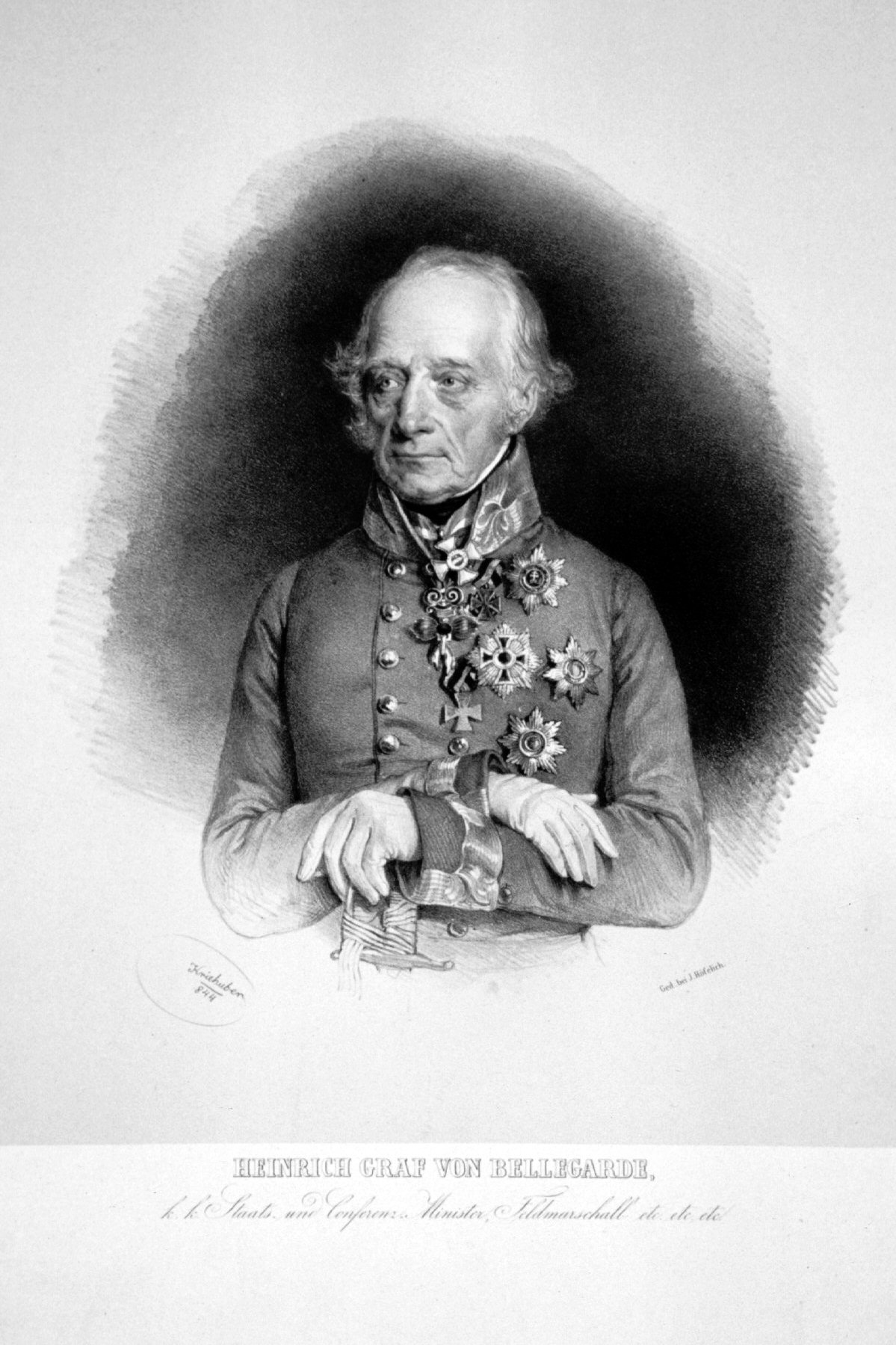
Greve Heinrich von Bellegarde, litografi av Josef Kriehuber, 1844.

Heinrich Joseph Johann von Bellegarde, född 29 augusti 1756 och död 22 juli 1845, var en österrikisk greve, fältmarskalk och statsman.
Efter att först ha tjänat i den sachsiska armén kom von Bellegarde i österrikisk tjänst och deltog i kriget mot turkarna, blev 1792 generalmajor och deltog därefter både i första och andra koalitionskrigen mot Napoleon och tjänstgjorde i ärkehertig Karls stab. Han var 1799 chef för den armé i östra Schweiz, som åstadkom förbindelse mellan Karl och Aleksandr Suvorov. 
Von Bellegarde blev 1806 fältmarskalk, övertog 1813 befälet i Italien och utmanövrerade med både militära och diplomatiska medel Joachim Murat och vicekung Eugène de Beauharnais. Han innehade under en längre tid posten som landshövding dels i Galizien, dels i norra Italien. 1820-1825 var han president för krigshovrådet i Wien och en inflytelserik medlem av Klemens von Metternichs ministerkabinett.